# Дод Сити (Тексас)
Дод Сити (енгл. Dodd City) град је у америчкој савезној држави Тексас. По попису становништва из 2010. у њему је живело 369 становника.

## Демографија
Према попису становништва из 2010. у граду је живело 369 становника, што је 50 (11,9%) становника мање него 2000. године.
| Група             | 2000.       | 2010.       |
| Белци             | 402 (95,9%) | 338 (91,6%) |
| Афроамериканци    | 6 (1,4%)    | 10 (2,7%)   |
| Азијати           | 0 (0,0%)    | 0 (0,0%)    |
| Хиспаноамериканци | 1 (0,2%)    | 7 (1,9%)    |
| Укупно            | 419         | 369         |